# ダックワーズ

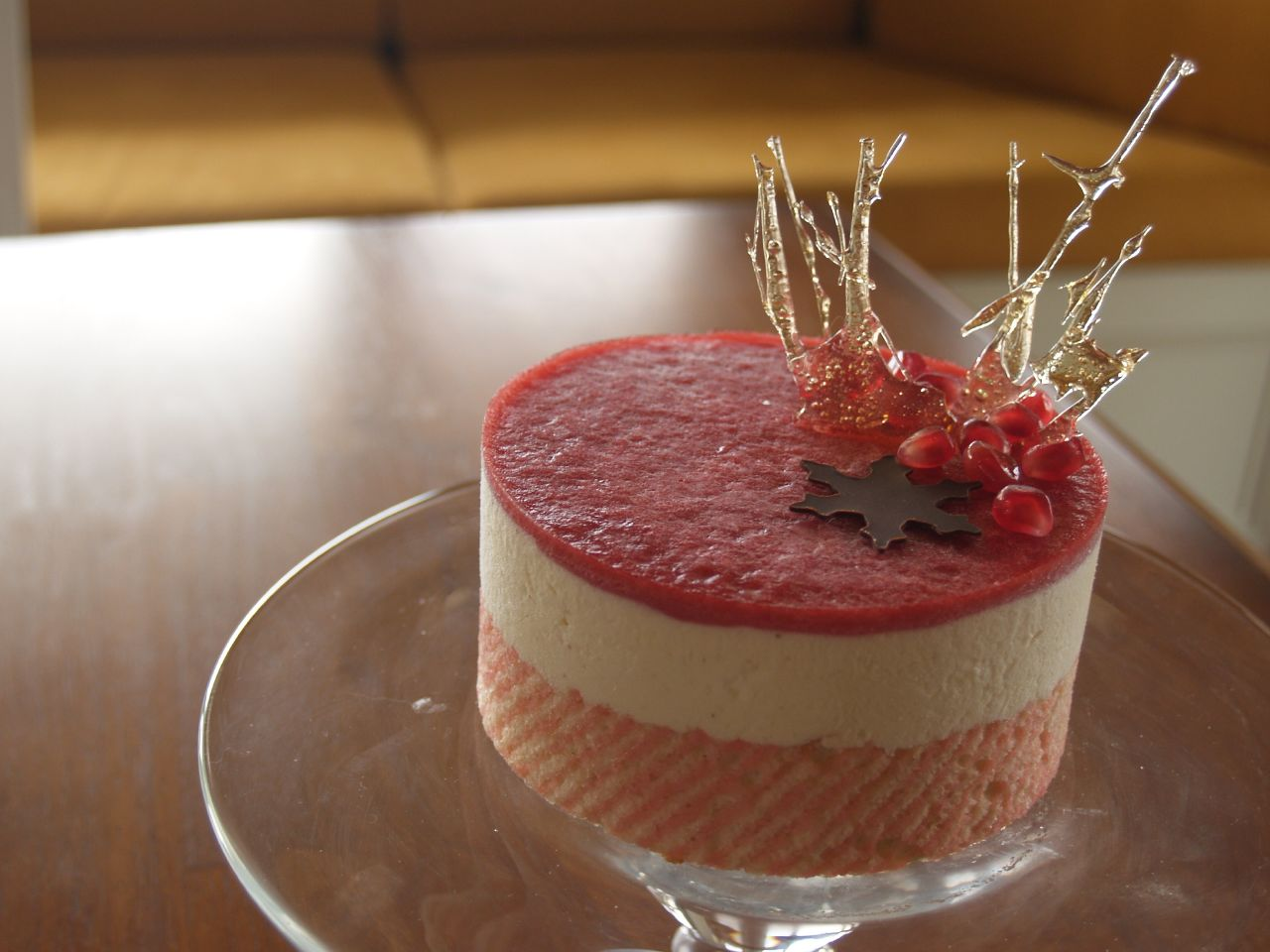
ダックワーズにエッグノッグ・ムースを重ねたケーキ

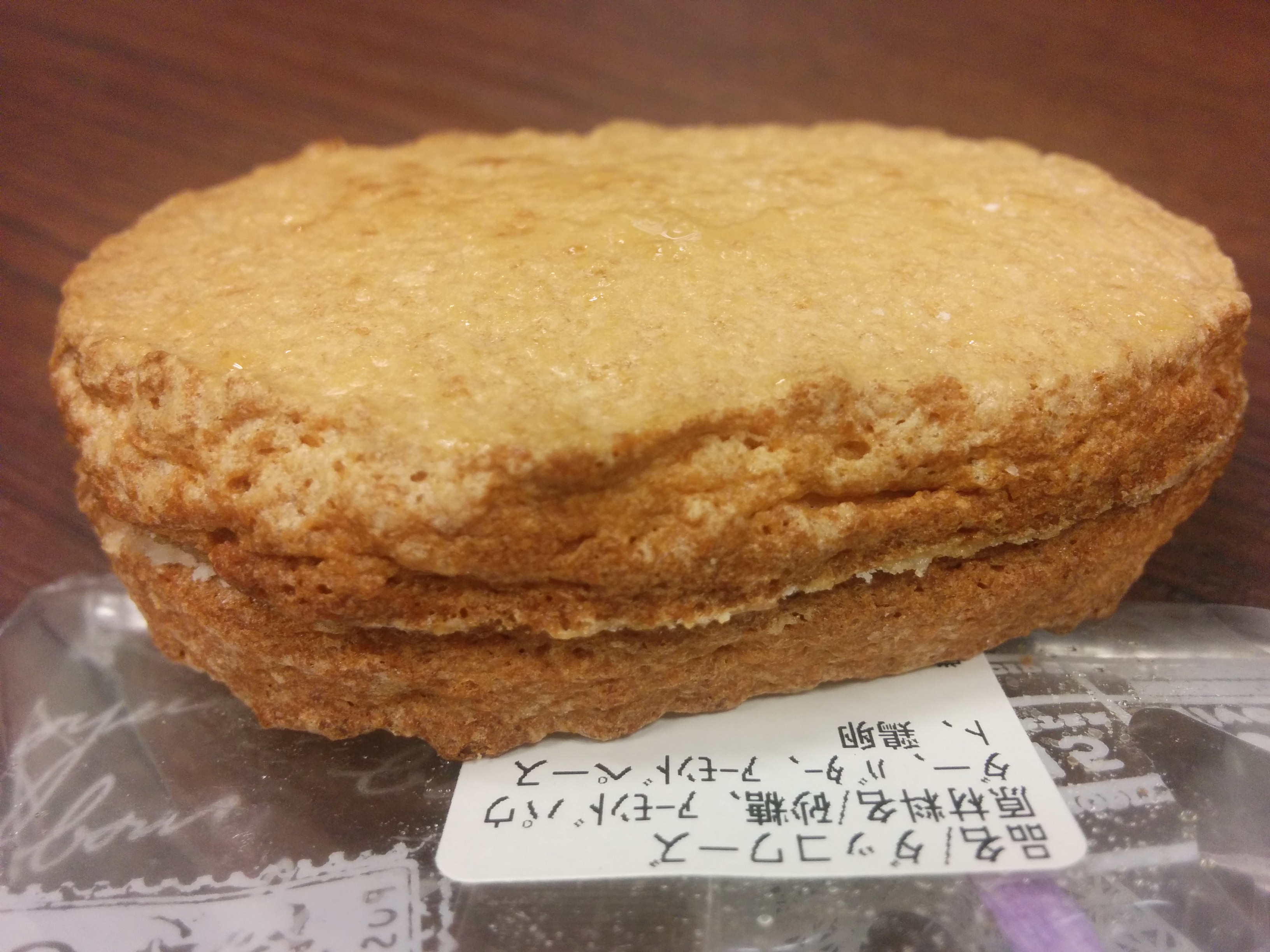
日本で売られているダックワーズ

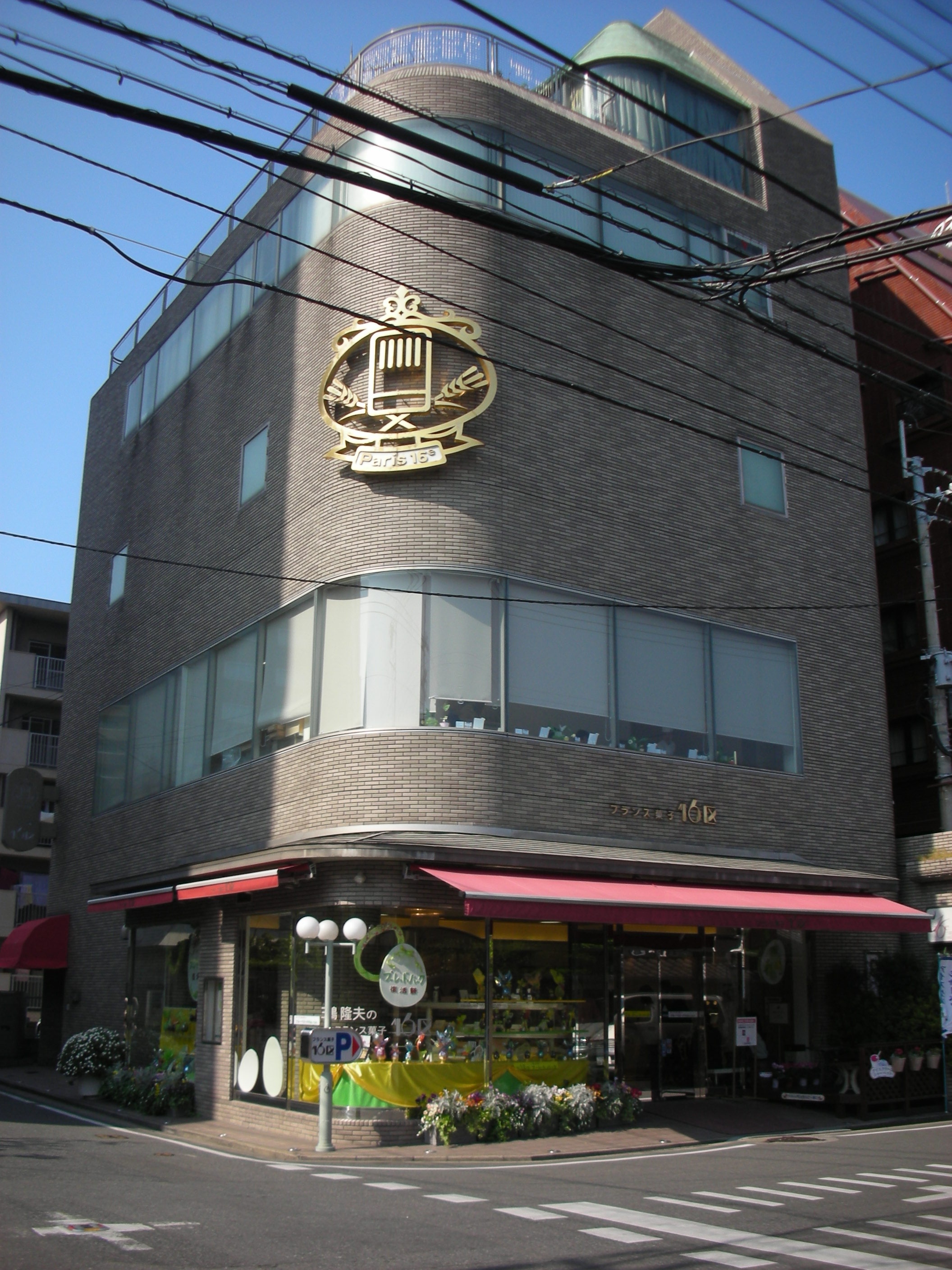
日本で初めてダックワーズを販売した「フランス菓子16区」

ダックワーズ(dacquoise)とはアーモンド風味のメレンゲを使った焼き菓子。語源はフランスの温泉保養地ダクスに由来する。

## 概要
19世紀末に存在した「アンリ4世」というお菓子が祖形と言われ、このお菓子のスポンジ状の生地を改良したものが「ダコワーズ（ダックワーズ）」であるとされる。もともと、アントルメ（ホールケーキ）の底生地として、クレーム・オ・ブール（バタークリーム）を塗って複数枚を積み重ねる形で使われており、生菓子としても使われていた。
小判型の物は日本生まれであり、外側がパリッと、中はしっとりしているのが特徴。福岡市浄水通の菓子店『16区』のオーナーシェフ・三嶋隆夫がパリ16区の菓子店「ARTHUR」のシェフを務めていた1979年に考案した。「これを和菓子の最中に相当するものにできたら、新感覚の焼き菓子ができるのではないか」と考えた彼は試行錯誤を繰り返し、1981年、福岡に店をオープンする時、この菓子の名前を本来のフランス語の発音である「ダコワーズ」から響きがいいようにあえて「ダックワーズ」と変えて売り出した。
現在ではフランスでも小判型のダックワーズが売られている。